# Julius Platter

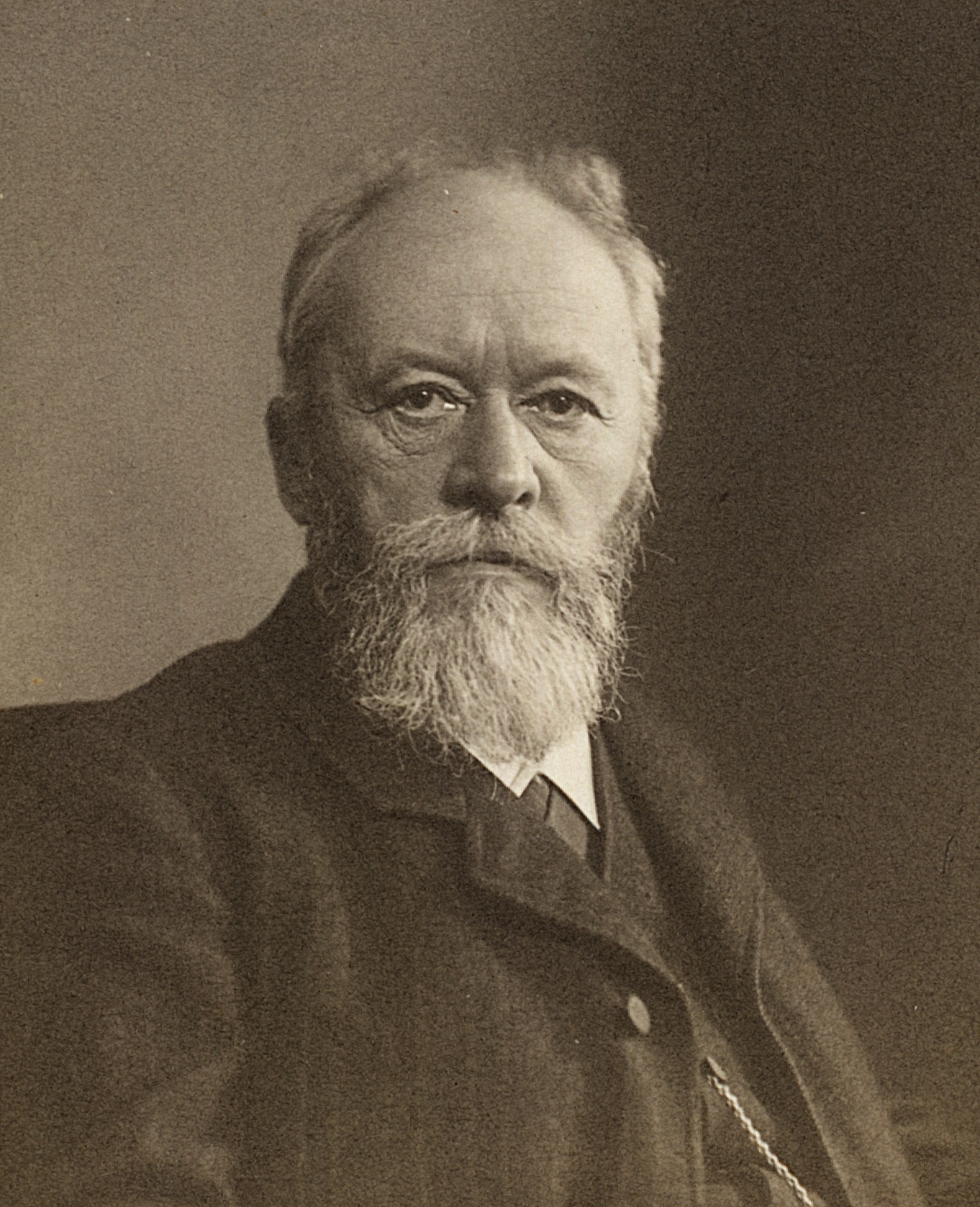
Julius Platter, Photographie von Johannes Meiner, um 1909

Julius Platter (* 27. Dezember 1844 in Kastelruth; † 23. November 1923 in Zürich) war ein Südtiroler Nationalökonom.

## Leben
Platter war der Sohn eines Arztes und absolvierte seine Studien in Innsbruck, Wien und München. Er wurde im Jahr 1873 in Innsbruck zum doctor iuris promoviert. Danach bekleidete er eine außerordentliche Professur für Statistik in Czernowitz, Provinz Bukowina, welches damals zur Doppelmonarchie Österreich-Ungarn gehörte und heute in der Westukraine liegt. Vom Jahr 1879 bis zum Jahr 1884 hatte er eine ordentliche Professur an der Universität Zürich inne. Von 1882 bis 1884 war er Dekan der Staatswissenschaftlichen Fakultät der Universität Zürich. Im Jahr 1884 wurde Platter als Professor für Nationalökonomie an das Polytechnikum Zürich (heute ETH Zürich) berufen, wo er bis 1921 wirkte.
Julius Platter gilt als Vertreter der klassischen Ökonomie. Sein Werk befasst sich u. a. mit Fragen der Sozialpolitik. Als eines seiner Hauptwerke kann das Lehrbuch „Grundlehren der Nationalökonomie“ (1903) genannt werden, das vor allem während seiner jahrzehntelangen Lehrtätigkeit am Polytechnikum oft zitiert wurde.

## Werke (Auswahl)
- Carl Marx und Malthus, s. l. 1877 ZBZOnline
- Die Pflichten des Besitzes (Rede), in: Deutsche Zeit- und Streitfragen; Jg. 11 (1883), H. 176 ZBZOnline
- Gustav Cohns „ethische“ Nationalökonomie, Wien 1886 ZBZOnline
- Freiheit und Gleichheit. Vortrag, gehalten im Rathaussaale zu Zürich am 18. November 1886, Wien 1887 ZBZOnline
- Genossenschaftliche Selbsthülfe. Vortrag, gehalten am Verbandstag der ostschweizerischen landwirtschaftlichen Genossenschaften zu Brugg den 20. Mai 1894, Zürich 1894. ZBZOnline
- Kritische Beiträge zur Erkenntnis unserer socialen Zustände und Theorien, Basel 1894 ZBZOnline